# La vita oscena
Pour plus de détails, voir Fiche technique et Distribution.
La vita oscena est un film dramatique italien réalisé par Renato De Maria et sorti en 2014.
Il s'agit d'une adaptation du roman autobiographique éponyme d'Aldo Nove (it) publié en 2010.

## Synopsis
Andrea, le protagoniste, a perdu ses deux parents très tôt à cause d'une maladie. Brisé par l'absence de sa mère, il s'engage sur la voie de l'autodestruction dont il parviendra plus tard à s'échapper.

## Fiche technique
- Titre original italien : La vita oscena[1] (litt. « La vie obscène »)
- Réalisation : Daniele Ciprì
- Scénario : Renato De Maria d'après le roman autobiographique éponyme d'Aldo Nove (it) publié en 2010.
- Photographie : Daniele Ciprì
- Montage : Letizia Caudullo, Jacopo Quadri (it)
- Décors : Alessandra Mura
- Production : Gianluca De Marchi, Fabio Mazzoni
- Société de production : Film Vision, Intelfilm, Lebowski, Monochrome
- Pays de production :  Italie
- Langue originale : italien
- Format : couleurs - 1,85:1
- Genre : film dramatique
- Durée : 85 minutes
- Dates de sortie : 
  - Italie : 28 août 2014 (Mostra de Venise 2014)

## Distribution
- Clément Métayer : Andrea
- Isabella Ferrari : La mère d'Andrea
- Roberto De Francesco : le père d'Andrea
- Andrea Renzi (it) : le professeur
- Iaia Forte : la prostituée
- Federica Fracassi : la tante d'Andrea
- Vittoria Schisano : le travelo
- Anita Kravos :
- Duccio Camerini : le prêtre
- Miriam Giovanelli :
- Eva Riccobono : l'infirmière
- Hamarz Vasfi :
- Valentina Bellè :